# Liste der Bodendenkmale in Dresden
In der Liste der Bodendenkmale in Dresden sind die Bodendenkmale der sächsischen Landeshauptstadt Dresden und ihrer Ortsteile nach dem Stand der Auflistung von Harald Quietzsch und Heinz Jacob aus dem Jahr 1982 aufgelistet. Eventuelle Änderungen und Ergänzungen, insbesondere aus der Zeit nach der Wende, sind nicht berücksichtigt, da für Sachsen aktuell keine neueren allgemein zugänglichen Bodendenkmallisten vorliegen. Die Baudenkmale sind in der Liste der Kulturdenkmale in Dresden aufgeführt.
| Denkmal-ID | Fundart             | Ortsteil                                    | Bezeichnung                                 | Zeitstellung                                              | Lage | Bemerkungen | Bild |
| ---------- | ------------------- | ------------------------------------------- | ------------------------------------------- | --------------------------------------------------------- | --- | --- | ---- |
| ?          | Befestigung         | Briesnitz                                   | Wehranlage                                  | Mittelalter                                               | im Ort, südöstlich der Kirche und des Borngrabens, Meißner Landstraße                                                                                            | überbaut und oberflächlich planiert, Wallrest sichtbar, Schutz seit 7. März 1966                                              |      |
| ?          | Befestigung > Burg  | Coschütz                                    | Wallanlage „Heidenschanze“                  | Bronzezeit bis frühe Eisenzeit, slawische Wiederbenutzung | westnordwestlich von Altcoschütz, Bergsporn über der Weißeritz                                                                                                   | Spornbefestigung mit Abschnittswall, Schutz seit 26. März 1936, erneuert 20. Mai 1960                                         |      |
| ?          | besonderer Stein    | Altstadt II (Südvorstadt)                   | Steinkreuz                                  | Spätmittelalter                                           | unmittelbar vor der östlichen Außenmauer der Lukaskirche | Schutz seit 15. September 1972                                                                                                |      |
| ?          | besonderer Stein    | Altstadt II (Seevorstadt-Ost/Großer Garten) | Steinkreuz                                  | Spätmittelalter                                           | Nordteil des Großen Gartens, Fußweg von der Fetscherallee zur Stübelallee                                                                                        | Schwerteinzeichnung, Schutz seit 15. September 1972                                                                           |      |
| ?          | Befestigung > Burg  | Altstadt I (Innere Altstadt)                | Wasserburg                                  | Mittelalter                                               | Nordrand des mittelalterlichen Stadtkerns, Schlossbereich | Durch spätere Überbauung oberflächig nicht erkennbar                                                                          |      |
| ?          | Grabmal > Grabhügel | Dresdner Heide                              | Hügelgräber, Gruppe von 5 Stück             | Bronzezeit                                                | Forstrevier Bühlau Abteilung 36, nordöstlich vom Rennsteig, beim Teich                                                                                           | verflacht, Schutz seit 30. März 1966                                                                                          |      |
| ?          | Grabmal > Grabhügel | Dresdner Heide                              | vermutete Hügelgräber                       | Bronzezeit?                                               | Forstrevier Ullersdorf Abteilung 57, nördlich des Steinbruchs auf den Flügel C trifft, südlich vom Sandbornweg                                                   | zwei Hügel mit Kreissetzung aus Steinblöcken, Schutz seit 25. März 1966                                                       |      |
| ?          | Grabmal > Grabhügel | Dresdner Heide                              | Hügelgräber, 2 Stück, auseinanderliegend    | Bronzezeit                                                | Forstrevier Ullersdorf Abteilung 58, nördlich der Prießnitz, bis 100 m westlich der Kreuzung des HG-Wegs mit Schneise 8                                          | verflacht, Schutz seit 25. März 1966                                                                                          |      |
| ?          | Grabmal > Grabhügel | Dresdner Heide                              | Hügelgräber                                 | Bronzezeit                                                | Forstrevier Ullersdorf Abteilung 58, südlich der Prießnitz, nördlich des Schnittpunkts Alte Eins mit Flügel C und Schneise 9, südöstlich vom HG-Weg              | verflacht, Schutz seit 25. März 1966                                                                                          |      |
| ?          | Grabmal > Grabhügel | Dresdner Heide                              | 2 Gruppen Hügelgräber, ca. 15 Stück         | Bronzezeit                                                | Forstrevier Bühlau Abteilung 67, nördlicher spitzer Winkel von Hämmerchen und Anker, auf der Anhöhe zwischen Anker und Schneise 17                               | deutlich kenntlich, meist gestört, Schutz seit 1935, erneuert 25. März 1966                                                   |      |
| ?          | Grabmal > Grabhügel | Dresdner Heide                              | vermutete Hügelgräber                       | Bronzezeit?                                               | Forstrevier Langebrück Abteilung 102, Einmündung von Alter Acht und Kreuzringel und südöstlich davon                                                             | Mindestens 2 flache Hügel mit Steinblöcken, Schutz seit 18. März 1966                                                         |      |
| ?          | Grabmal > Grabhügel | Dresdner Heide                              | Hügelgräber                                 | Bronzezeit                                                | Forstrevier Langebrück Abteilung 106, Südwesthang des Dachsbergs, östlich des Ochsenkopfwegs                                                                     | verflacht und gestört, Schutz seit 18. März 1966                                                                              |      |
| ?          | Grabmal > Grabhügel | Dresdner Heide                              | Hügelgräber, mindestens 5 Stück             | Bronzezeit                                                | Forstrevier Weixdorf Abteilung 111, südlich und nördlich der Alten Acht, auf Höhe der 200 m vom Gänsefuß entfernten Wegquerung                                   | Mindestens 2 flache Hügel mit Steinblöcken, Schutz seit 30. März 1966                                                         |      |
| ?          | Grabmal > Grabhügel | Dresdner Heide                              | Hügelgräber                                 | Bronzezeit                                                | Forstrevier Weixdorf Abteilung 129, westlich der Kreuzung Gänsefuß und Schere, Richtung Schneise 8                                                               | verflacht, Schutz seit 30. März 1966                                                                                          |      |
| ?          | Grabmal > Grabhügel | Dresdner Heide                              | Hügelgrab                                   | Bronzezeit                                                | Forstrevier Weixdorf Abteilung 135, Kreuzung Alte Zwei und Schneise 11                                                                                           | Markanter gestörter Hügel, Schutz seit 30. März 1966                                                                          |      |
| ?          | Grabmal > Grabhügel | Dresdner Heide                              | Hügelgräber                                 | Bronzezeit                                                | Forstrevier Weixdorf Abteilung 135, südöstlich von Flügel H, unmittelbar südwestlich von Kreuz-R                                                                 | flache versteinte Hügel in mehreren Gruppen, Schutz seit 1935, erneuert 30. März 1966                                         |      |
| ?          | Grabmal > Grabhügel | Dresdner Heide                              | Hügelgräber, Gruppe von ca. 10 Stück        | Bronzezeit                                                | Forstrevier Weixdorf Abteilung 145 (früher 39), nördlich der Straße von Langebrück nach Klotzsche, westlich der Einmündung des Hakenwegs, westlich des Heidehofs | Markanter gestörter Hügel, Schutz seit 1939, erneuert 30. März 1966                                                           |      |
| ?          | Grabmal > Grabhügel | Dresdner Heide                              | Hügelgrab                                   | Bronzezeit                                                | Forstrevier Weixdorf Abteilung 141, unmittelbar südöstlich der Straße von Langebrück nach Klotzsche in Höhe der Kurve                                            | Markanter Einzelhügel, Schutz seit 15. September 1972                                                                         |      |
| ?          | Grabmal > Grabhügel | Dresdner Heide                              | Hügelgräber, Gruppe von mindestens 10 Stück | Bronzezeit                                                | Forstrevier Klotzsche Abteilung 214, unmittelbar nördlich der Einmündung von Kreuz Sieben in die Radeberger Straße, nördlich des Saugartenwegs                   | flache Hügel mit Steinsetzungen, Schutz seit 25. März 1966                                                                    |      |
| ?          | Grabmal > Grabhügel | Dresdner Heide                              | vermutete Hügelgräber                       | Bronzezeit?                                               | Forstrevier Klotzsche Abteilung 234, westlich am Verbindungsweg zwischen Todweg und Flügel H, an der Weggabel zum Sandbrückenweg                                 | zwei flache Erhebungen, Schutz seit 24. März 1960                                                                             |      |
| ?          | besonderer Stein    | Eschdorf                                    | Steinkreuz                                  | Spätmittelalter                                           | im Ort, südlich der Straße, auf Höhe des Gasthofs | Schutz seit 30. Oktober 1972                                                                                                  |      |
| ?          | Befestigung > Burg  | Helfenberg                                  | Wehranlage „Hilfenburg“                     | Mittelalter                                               | westlich des Orts, Bergsporn nordwestlich über dem Helfenberger Grund                                                                                            | Turmhügelburg in Spornlage mit doppelter Wall-Graben-Befestigung, Schutz seit 19. September 1935, erneuert 18. März 1966      |      |
| ?          | Befestigung > Burg  | Helfenberg                                  | Wehranlage „Kuhberg“                        | Mittelalter                                               | südlich des Orts, Felsnase nordwestlich über dem Keppgrund, westlich des Rockauer Grunds                                                                         | Schutz seit 20. Mai 1960 |      |
| ?          | besonderer Stein    | Klotzsche                                   | Steinkreuz                                  | Spätmittelalter                                           | südsüdöstlich vom Ortskern, westlich an der Königsbrücker Straße an der Einmündung des Königsbrücker Wegs, Flurgemarkung Hellerberge                             | Inschrift von 1402, Schutz seit 15. September 1972                                                                            |      |
| ?          | Befestigung > Burg  | Krieschendorf                               | Wallanlage „Todhügel“                       | Frühe Eisenzeit                                           | südwestlich des Orts, Bergsporn zwischen Vogelgrund und Straße nach Pillnitz                                                                                     | Spornlage, Befestigungsmerkmale durch Nutzung verebnet, Schutz seit 12. September 1966                                        |      |
| ?          | Befestigung > Burg  | Lausa                                       | Wasserburg                                  | Mittelalter                                               | Ortslage Lausa, nördlich der Kirche | wasserführender Graben um runden unbebauten Turmhügel, Schutz seit 3. Mai 1960                                                |      |
| ?          | besonderer Stein    | Leubnitz-Neuostra                           | Steinkreuz                                  | Spätmittelalter                                           | südlich von Leubnitz, östlich an der Straße nach Goppeln, auf der Hohlwegböschung                                                                                | Kreuzeinritzung, Schutz seit 15. September 1972                                                                               |      |
| ?          | Befestigung > Burg  | Lockwitz                                    | Wehranlage „Burgberg“                       | Slawenzeit                                                | südwestlich des Orts, Bergsporn nordwestlich über dem Lockwitzgrund, nordöstlich über der Kelterei                                                               | Spornbefestigung, Wallzüge oberflächlich weitgehend verebnet, Schutz seit 19. Juni 1935, erneuert 20. Mai 1960                |      |
| ?          | Befestigung > Burg  | Loschwitz                                   | Wehranlage „Burgberg“                       | Mittelalter                                               | im Norden des Ortskerns, Bergsporn zwischen Grundstraße und Plattleite                                                                                           | Spornbefestigung mit Abschnittsgraben, oberflächlich weitgehend verebnet                                                      |      |
| ?          | Befestigung > Burg  | Nickern                                     | Wasserburg                                  | Mittelalter                                               | südwestlich des Orts, Bergsporn nordwestlich über dem Lockwitzgrund, nordöstlich über der Kelterei                                                               | überbaut und verändert durch Renaissanceschloss, Graben verfüllt, Schutz seit 15. September 1972                              |      |
| ?          | Befestigung > Burg  | Niederwartha                                | Wehranlage „Burgberg“                       | Slawenzeit                                                | südlich des Orts, Bergsporn zwischen Straße nach Oberwartha und Tännichtgrund                                                                                    | Spornlage mit Abschnittsbefestigung, Bewehrungen verschliffen, Schutz seit 13. Januar 1937, erneuert 20. Mai 1960             |      |
| ?          | Befestigung > Burg  | Niederwartha                                | Wehranlage „Böhmerwall“                     | Slawenzeit                                                | zwischen Nieder- und Oberwartha, Bergsporn über dem Tännichtgrund                                                                                                | Spornlage mit Abschnittsgräben und einseitigem Gürtelgraben, Schutz seit 11. Dezember 1936, erneuert 20. Mai 1960             |      |
| ?          | Befestigung > Burg  | Niederwartha                                | Wehranlage „Heiliger Hain“                  | Mittelalter                                               | südöstlich des Orts, Bergsporn nordwestlich des Osterbergs | Spornbefestigung mit zwei Abschnittsgräben und einseitigem Gürtelgraben, Schutz seit 11. Dezember 1936, erneuert 20. Mai 1960 |      |
| ?          | Befestigung > Burg  | Ockerwitz                                   | Wehranlage „Burgberg“                       | Mittelalter                                               | nordwestlich des Orts über dem Zschonergrund | Turmhügelburg in Spornlage mit Abschnittsgraben, Schutz seit 30. September 1937, erneuert 12. September 1966                  |      |
| ?          | Befestigung > Burg  | Omsewitz                                    | Wehranlage „Burgstädtel“                    | Mittelalter                                               | nordnordöstlich des Orts, Nordrand von Alt-Burgstädtel, Hangschulter östlich über dem Omsewitzer Grund                                                           | Hanglage durch Breitgraben gesichert, Schutz seit 3. Juli 1936, erneuert 20. Mai 1960                                         |      |
| ?          | Befestigung > Burg  | Pappritz                                    | Wehranlage „Stallberg“                      | Mittelalter                                               | südlich des Orts, Bergsporn westlich über dem unteren Helfenberger Grund                                                                                         | befestigter Bergsporn mit Graben, Schutz seit 2. März 1967                                                                    |      |
| ?          | Befestigung > Burg  | Pillnitz                                    | Wallanlage „Kanapee“                        | Bronzezeit, slawische Wiederbenutzung                     | nordöstlich des Orts, Bergsporn zwischen Vogelsgrund und Friedrichsgrund                                                                                         | Spornbefestigung durch Abschnittswall, Schutz seit 1937, erneuert 18. März 1966                                               |      |
| ?          | Befestigung > Burg  | Pillnitz                                    | Wehranlage „Schlossberg“                    | Mittelalter                                               | östlich des Orts, Geländesporn zwischen Friedrichsgrund und Straße nach Borsberg, Bereich der Ruine                                                              | Spornbefestigung, verebnet durch künstlichen Ruinenbau                                                                        |      |
| ?          | Befestigung > Burg  | Prohlis                                     | Wasserburg                                  | Mittelalter                                               | im Süden des Ortskerns, unmittelbar westlich am Geberbach | überbaut durch jüngeres Schloss, Graben weitgehend verebnet                                                                   |      |
| ?          | Befestigung > Burg  | Schönfeld                                   | Wasserburg                                  | Mittelalter                                               | im Ort, östlicher Bereich des Guts | überbaut durch Schloss, Graben umlaufend erhalten und teils wasserführend, Schutz seit 7. März 1966                           |      |
| ?          | besonderer Stein    | Schönfeld                                   | 2 Steinkreuze (Gruppe)                      | Spätmittelalter                                           | östlicher Ortsteil, in der östlichen äußeren Kirchhofmauer | Schutz seit 30. Oktober 1972                                                                                                  |      |
| ?          | besonderer Stein    | Schullwitz                                  | Steinkreuz                                  | Spätmittelalter                                           | östlicher Ortsausgang, nördlich der Straße nach Eschdorf | Schutz seit 30. Oktober 1972                                                                                                  |      |
| ?          | besonderer Stein    | Seidnitz                                    | Steinkreuz                                  | Spätmittelalter                                           | Südostrand von Seidnitz, Bodenbacher Straße, nahe der Einmündung der Marienberger Straße                                                                         | Schwerteinzeichnung, Schutz seit 15. September 1972                                                                           |      |
| ?          | besonderer Stein    | Tolkewitz                                   | Steinkreuz                                  | Spätmittelalter                                           | nordwestlich des Ortsausgangs und der Flutgrabenbrücke, nordöstlich an der Wehlener Straße                                                                       | Schutz seit 15. September 1972                                                                                                |      |
| ?          | Grabmal > Grabhügel | Weißer Hirsch                               | Hügelgrab                                   | Bronzezeit                                                | östliche Ortslage, Park des Krankenhauses, nordwestlich am Wirtschaftsweg                                                                                        | Markanter Einzelhügel, Schutz seit 30. März 1966                                                                              |      |
| ?          | besonderer Stein    | Weißig                                      | Steinkreuz                                  | Spätmittelalter                                           | nördlich des westlichen Ortsausgangs, nördlich der Straße | Armbrusteinzeichnung, Schutz seit 30. Oktober 1972                                                                            |      |